# De Verlanglijst
De Verlanglijst is een hitparade van de Nederlandse publieke radiozender NPO 3FM, die wordt uitgezonden op de zaterdagmiddag van 16:00 uur t/m 19:00 uur in de zendtijd van AVROTROS. De presentatie is in handen van Yoeri Leeflang.

## Geschiedenis
In september 2022 kreeg NPO 3FM een nieuwe programmering, waarin de publieke hitlijst Mega Top 30 (eerder Mega Top 50 en Mega Top 100) op 2 september 2022 na 29 jaar werd stopgezet. De Verlanglijst is de opvolger van deze lijst, en de eerste uitzending was op 17 september 2022. Noodgeval van Goldband was de eerste nummer 1-hit in De Verlanglijst.

## Programmaformat
De Verlanglijst is een wekelijkse hitlijst gebaseerd op stemmen van luisteraars. Via de website van NPO 3FM kunnen luisteraars stemmen op hun favoriete platen van dit moment. De 33 platen met de meeste stemmen komen terecht in de lijst. Hiermee onderscheidt De Verlanglijst zich van de twee andere wekelijkse landelijke hitlijsten als de Nederlandse Top 40 op de Nederlandse commerciële radiozender Qmusic en de 538 Top 50 op de eveneens Nederlandse commerciële radiozender Radio 538, waarbij het stemmen bij beide hitlijsten niet mogelijk is.